# الخاندرو ملونو
الخاندرو ملونو (انگلیسی: Alejandro Meloño؛ زادهٔ ۲۷ آوریل ۱۹۷۷) بازیکن سابق فوتبال اهل آرژانتین است که در پست مدافع میانی بازی می‌کند.